# Ceratophryidae
Ceratophryidae é uma família de anfíbios da ordem Anura. Está distribuída na América do Sul.

## Taxonomia
O arranjo taxonômico da família passou por diversas mudanças. Em 2006, a família foi reorganizada com o reconhecimento de duas subfamílias, Ceratophryinae e Telmatobiinae. No mesmo ano, o arranjo foi reorganizado, e uma terceira subfamília, Batrachylinae, foi reconhecida. Em 2007, um estudo molecular demonstrou que o clado era parafilético, tratando Telmatobiinae e Batrachylinae numa família distinta. Em 2009, outro estudo molecular confirmou que o clado não era monofilético, excluindo Batrachylinae, mas mantendo Telmatobiinae e Ceratophryinae juntas. Em 2011, um estudo molecular mais amplo separou as três linhagens em famílias distintas.
São reconhecidos três gêneros para esta família:
- Gênero Ceratophrys Wied-Neuwied, 1824
- Gênero Chacophrys Reig & Limeses, 1963
- Gênero Lepidobatrachus Budgett, 1899